# Tikrit

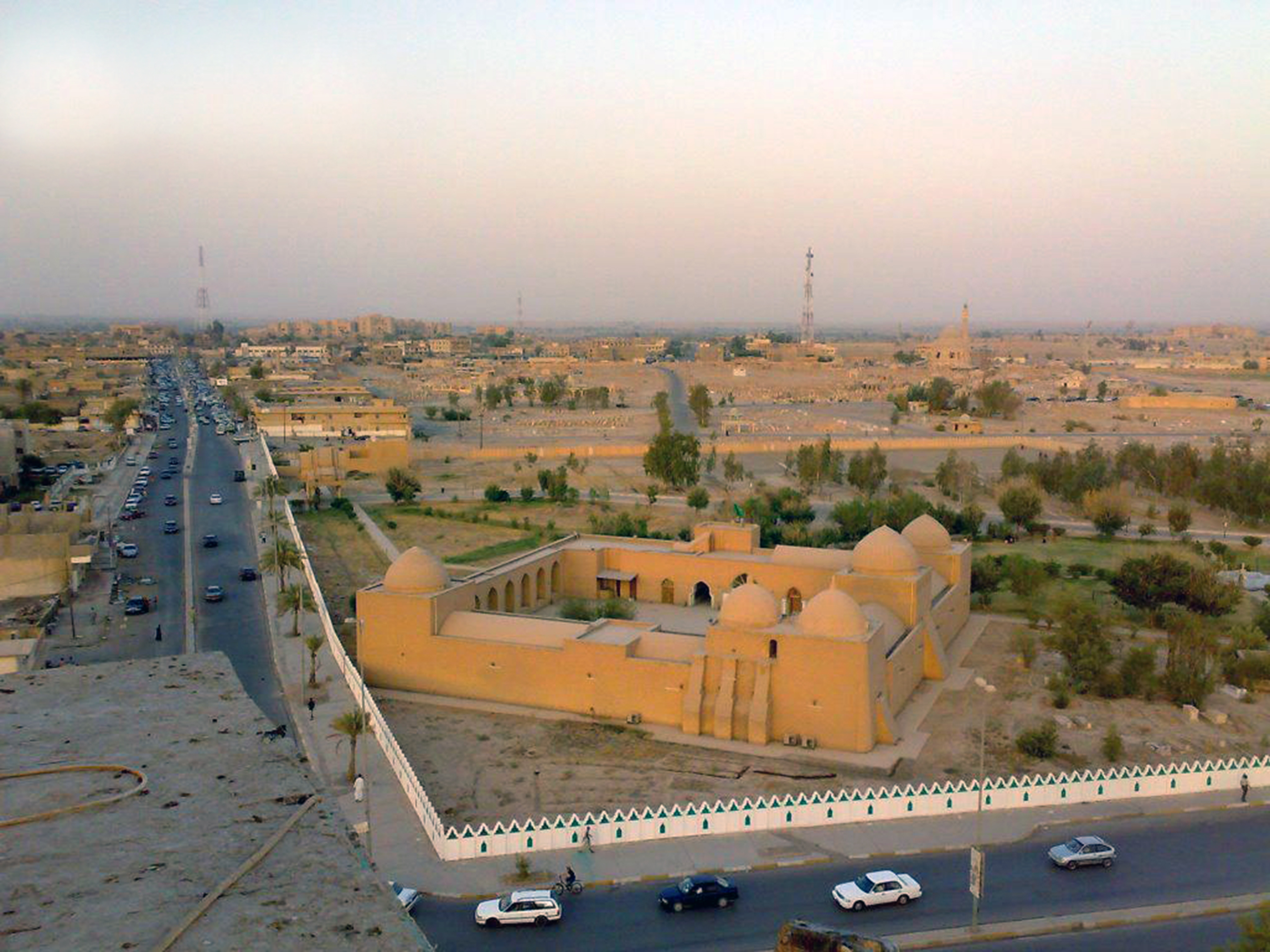
Vy över Tikrit.

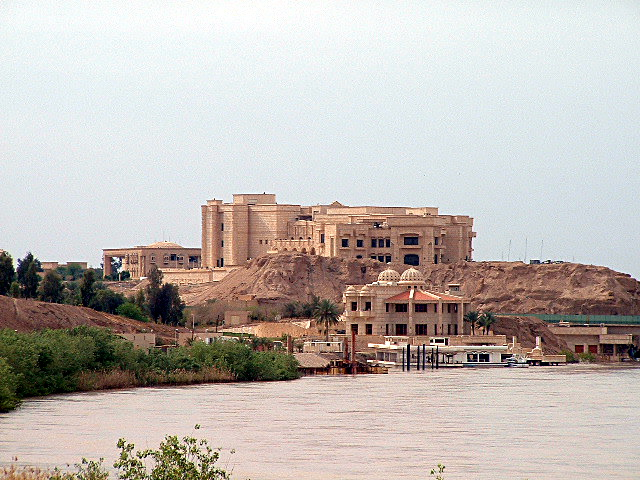
Saddam Husseins palats i Tikrit.

Tikrit är en stad i centrala Irak och är den administrativa huvudorten för provinsen Saladin. Den är belägen ungefär 140 km nordväst om Bagdad, vid floden Tigris. Det finns inga officiella uppgifter från sen tid över stadens befolkning, men det distrikt som hör till staden hade en beräknad folkmängd av 130 318 invånare i början av 2003, på en yta av 2 408 km².
Staden är förmodligen mest känd som Saddam Husseins födelseplats. Under hans tid som landets president har många i den irakiska makteliten hämtats från Tikrit, liksom medlemmar i Iraks republikanska garde. Det var också i Tikrit som Saddam Hussein ansågs ha störst stöd i Irak.
Tikrit är även känt som platsen där Saladin, som försvarade Egypten mot de kristna korsfararna och återerövrade Jerusalem 1187, föddes. Saddam Hussein jämförde vid flera tillfällen sig själv med Saladin. Saladin gav också provinsen dess namn.
Under Irakkriget 2003 betraktades Tikrit som regimens sista starka fäste. Emellertid föll staden i de amerikanska styrkornas händer utan motstånd den 13 april. Detta markerade slutet på invasionen av Irak.
I juni 2014 intogs staden av Islamiska staten, även kallad IS, men återtogs av irakiska regeringsstyrkor i april 2015.